# Zlíni járás

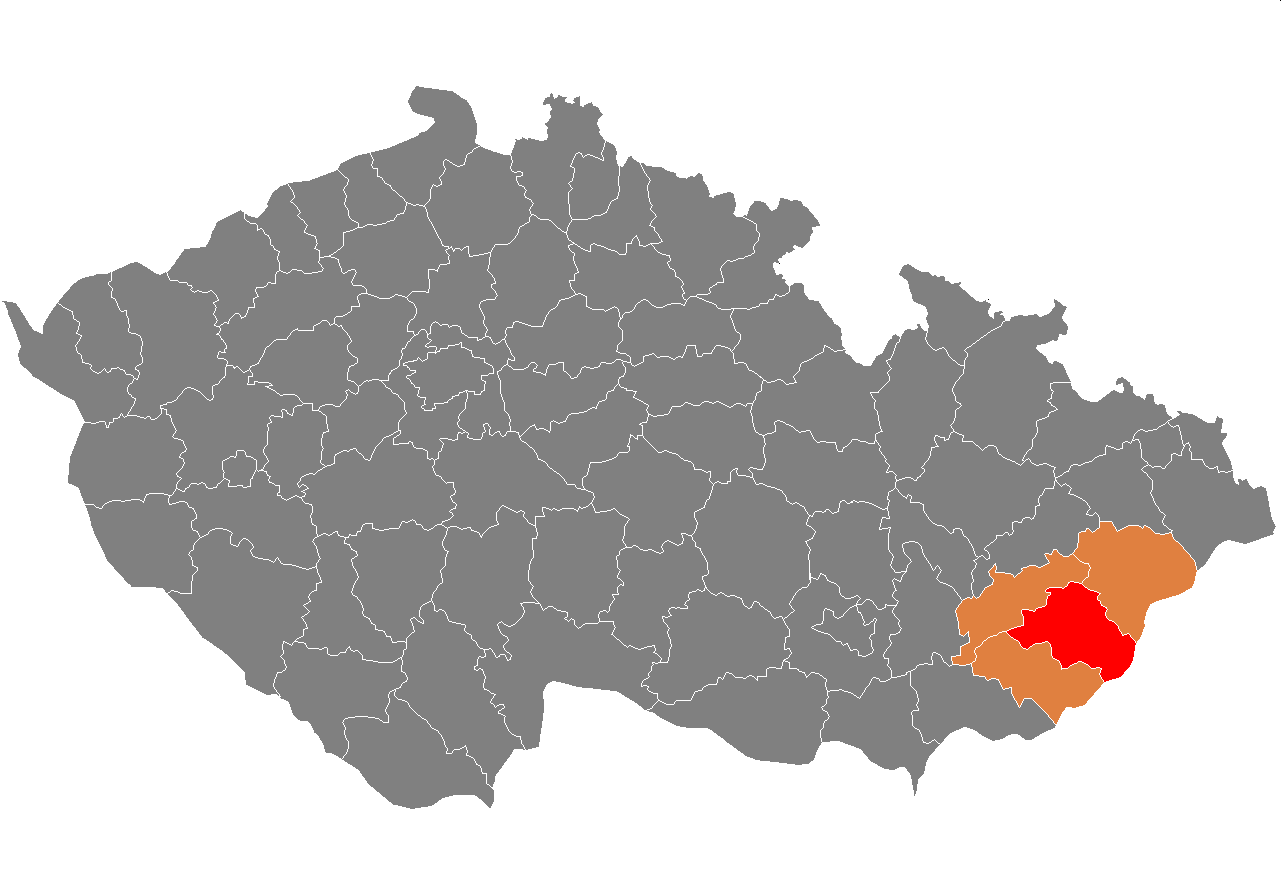
A Zlíni járás

A Zlíni járás (csehül: Okres Zlín) közigazgatási egység Csehország Zlíni kerületében. Székhelye Zlín. Lakosainak száma 195 668 fő (2009). Területe 1033,59 km².

## Városai, mezővárosai és községei
A városok félkövér, a mezővárosok dőlt, a községek álló betűkkel szerepelnek a felsorolásban.
Bělov •
Biskupice •
Bohuslavice nad Vláří •
Bohuslavice u Zlína •
Bratřejov •
Březnice •
Březová •
Březůvky •
Brumov-Bylnice •
Dešná •
Dobrkovice •
Dolní Lhota •
Doubravy •
Drnovice •
Držková •
Fryšták •
Halenkovice •
Haluzice •
Horní Lhota •
Hostišová •
Hřivínův Újezd •
Hrobice •
Hvozdná •
Jasenná •
Jestřabí •
Kaňovice •
Karlovice •
Kašava •
Kelníky •
Komárov •
Křekov •
Lhota •
Lhotsko •
Lípa •
Lipová •
Loučka •
Ludkovice •
Luhačovice •
Lukov •
Lukoveček •
Lutonina •
Machová •
Mysločovice •
Napajedla •
Návojná •
Nedašov •
Nedašova Lhota •
Neubuz •
Oldřichovice •
Ostrata •
Otrokovice •
Petrůvka •
Podhradí •
Podkopná Lhota •
Pohořelice •
Poteč •
Pozlovice •
Provodov •
Racková •
Rokytnice •
Rudimov •
Šanov •
Šarovy •
Sazovice •
Sehradice •
Slavičín •
Slopné •
Slušovice •
Spytihněv •
Štítná nad Vláří-Popov •
Študlov •
Tečovice •
Tichov •
Tlumačov •
Trnava •
Ublo •
Újezd •
Valašské Klobouky •
Velký Ořechov •
Veselá •
Vizovice •
Vlachova Lhota •
Vlachovice •
Vlčková •
Všemina •
Vysoké Pole •
Zádveřice-Raková •
Želechovice nad Dřevnicí •
Zlín •
Žlutava

## Fordítás
- Ez a szócikk részben vagy egészben  a   Zlín District című angol Wikipédia-szócikk ezen változatának fordításán alapul.  Az eredeti cikk szerkesztőit annak laptörténete sorolja fel. Ez a jelzés csupán a megfogalmazás eredetét és a szerzői jogokat jelzi, nem szolgál a cikkben szereplő információk forrásmegjelöléseként.
- Ez a szócikk részben vagy egészben  az   Okres Zlín című cseh Wikipédia-szócikk ezen változatának fordításán alapul.  Az eredeti cikk szerkesztőit annak laptörténete sorolja fel. Ez a jelzés csupán a megfogalmazás eredetét és a szerzői jogokat jelzi, nem szolgál a cikkben szereplő információk forrásmegjelöléseként.